# Коскоматепек
Коскоматепек (исп. Coscomatepec) — муниципалитет в Мексике, штат Веракрус, расположен в Горном регионе. Административный центр — город Коскоматепек-де-Браво.